# Milchbude (Kreis Fischhausen/Samland)
Milchbude war ein Ort im Kreis Fischhausen (1939 bis 1945 Kreis Samland) in Ostpreußen. Seine Ortsstelle befindet sich heute im Stadtkreis Baltijsk (Pillau) in der Oblast Kaliningrad (Gebiet Königsberg (Preußen)) in Russland.

## Geographische Lage
Die Ortsstelle Milchbudes liegt am Ostufer der Primorsker Bucht (Fischhausener Wiek) im Westen der Oblast Kaliningrad. Die früheren Kreisstädte Fischhausen (heute russisch Primorsk) sowie Königsberg (Preußen) (russisch Kaliningrad) liegen fünf Kilometer nordwestlich bzw. 29 Kilometer östlich, und die heutige Rajonshauptstadt Baltijsk (deutsch Pillau) ist zwölf Kilometer in südwestlicher Richtung entfernt.

## Geschichte
Milchbude bestand aus einem kleinen Gehöft in Ufernähe. Bis in das 20. Jahrhundert hinein war es ein Vorwerk zur Domäne Fischhausen (russisch Primorsk), dem Amtsdorf im gleichnamigen Amtsbezirk im Kreis Fischhausen in Ostpreußen.
Das Vorwerk Milchbude zählte im Jahre 1905 drei Einwohner. Als 1928 die Domäne Fischhausen in die Stadt Fischhausen eingemeindet wurde, wurde Milchbude ein Wohnplatz eben dieser Stadt, die ein Jahr später dem Kreis Samland zugeordnet wurde.
In Kriegsfolge kam Milchbude 1945 mit dem gesamten nördlichen Ostpreußen zur Sowjetunion. Dann verliert sich seine Spur, weil der Ort vielleicht nicht mehr besiedelt wurde oder aber in der Stadt Primorsk aufgegangen ist. Heute gilt es als untergegangen. Seine Ortsstelle liegt jetzt im Stadtkreis Baltijsk in der russischen Oblast Kaliningrad.

## Religion
Evangelischerseits war Milchbude bis 1945 in das Kirchspiel der Stadt Fischhausen (russisch Primorsk) in der Kirchenprovinz Ostpreußen der Kirche der Altpreußischen Union eingegliedert., während es römisch-katholischerseits zur Pfarrei Königsberg-Oberhaberberg im damaligen Bistum Ermland gehörte.

## Verkehr
Die Ortsstelle Milchbudes liegt an einer Nebenstraße, die die Städte Primorsk (Fischhausen) und Swetly (Peyse) verbindet.